# باتريشيا ليو
باتريشيا ليو (بالإنجليزية: Patricia Liu)‏ هي مضيفة طيران وممثلة أمريكية، ولدت في 7 فبراير 1975 في هونغ كونغ البريطانية.

## وصلات خارجية
- باتريشيا ليو على موقع IMDb (الإنجليزية)